# Charles R. Savage

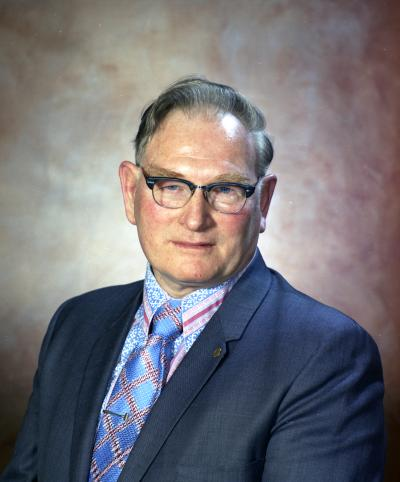
Charles R. Savage (1973)

Charles Raymon Savage (* 12. April 1906 in La Farge, Wisconsin; † 14. Januar 1976 in Shelton, Washington) war ein US-amerikanischer Politiker. Zwischen 1945 und 1947 vertrat er den Bundesstaat Washington im US-Repräsentantenhaus.

## Werdegang
Charles Savage besuchte die öffentlichen Schulen seiner Heimat. Danach spezialisierte er seine weitere Ausbildung auf die Bereiche Mechanik, Bauwesen, Geschäftsrecht und Handel. Später zog er in den Staat Washington, wo er im Bau- und Holzgeschäft tätig wurde. Gleichzeitig begann er als Mitglied der Demokratischen Partei eine politische Laufbahn. Zwischen 1939 und 1976 saß er mehrfach als Abgeordneter im Repräsentantenhaus von Washington. In der Zeitspanne zwischen 1938 und 1970 war er zwölfmal Delegierter auf den regionalen Parteitagen der Demokraten in seinem neuen Heimatstaat Washington. 1944 war er auch Delegierter zur Democratic National Convention in Chicago, auf der Amtsinhaber Franklin D. Roosevelt zum vierten und letzten Mal als Präsidentschaftskandidat nominiert wurde.
Bei den Kongresswahlen des Jahres 1944 wurde Savage im dritten Wahlbezirk seines Staates in das US-Repräsentantenhaus in Washington, D.C. gewählt, wo er am 3. Januar 1945 die Nachfolge  des Republikaners Fred B. Norman antrat. Da er bei den folgenden Wahlen gegen Norman verlor, konnte er bis zum 3. Januar 1947 nur eine Legislaturperiode im Kongress absolvieren. In dieser Zeit endete der Zweite Weltkrieg.
1947 scheiterte Savage mit einer Kandidatur bei einer Kongressnachwahl ebenso wie im Jahr 1948 bei seiner Kandidatur bei den regulären Kongresswahlen. Zehn Jahre später, im Jahr 1958, strebte er erfolglos die Nominierung seiner Partei für die Wahl zum US-Repräsentantenhaus an. Damit waren seit 1947 drei Versuche seiner Rückkehr in den Kongress gescheitert. Beruflich arbeitete er wieder in der Holzbranche. Außerdem war er Bezirksmanager einer Versicherungsgesellschaft. Überdies wurde er im Immobiliengeschäft tätig. Charles Savage starb am 14. Januar 1976 in Shelton und wurde dort auch beigesetzt.